# Бајке браће Грим (ТВ серија)
Бајке браће Грим (јап. グリム名作劇場 — Gurimu Meisaku Gekijō, енгл. Grimm's Fairy Tale Classics) је јапанска аниме цртана серија продукције Нипон, премијерно емитована на ТВ Асахи од 1987. до 1989. године. Састоји се од 2 сезоне, укупно 47 епизода, које представљају обраде бајки браће Грим.
У Србији и Босни и Херцеговини серија је премијерно издата 2009. године на DVD-има издавачке куће „Делта видео”, синхронизована на српски језик. Касније је емитована на каналима Пинк кидс, Филмакс јуниор и Филм клуб. Синхронизацију је радио студио Саундлајт. Уводна шпица у српској синхронизацији није синхронизована, већ је остављена на енглеском језику.

## Списак епизода

### Сезона 1
Прва сезона серије емитована је од 21. октобра 1987. до 30. марта 1988. године и броји 24 епизоде.
1. Улични свирачи
2. Ивица и Марица
3. Жабац принц (1. део)
4. Жабац принц (2. део)
5. Црвенкапа
6. Златна гуска
7. Мачак у чизмама (1. део)
8. Мачак у чизмама (2. део)
9. Снежана и Ружица
10. Снежана и седам патуљака (1. део)
11. Снежана и седам патуљака (2. део)
12. Снежана и седам патуљака (3. део)
13. Снежана и седам патуљака (4. део)
14. Шесторица који су обишли свет
15. Вода живота
16. Плавобради
17. Иван и Ивана
18. Трнова Ружица
19. Стари Султан
20. Краљ Козје браде
21. Зао дух
22. Чаробне ципелице
23. Пепељуга (1. део)
24. Пепељуга (2. део)

### Сезона 2
Друга сезона серије је емитована од 2. октобра 1988. до 26. марта 1989. године и броји 23 епизоде.
1. Кристална кугла
2. Венчање госпође Фокс
3. Лепотица и звер
4. Магарац у купусу
5. Златокоса
6. Шумска вештица
7. Гроб на брежуљку
8. Вук и лисица
9. Мајка Холи
10. Шест лабудова
11. Огртач од 1000 боја
12. Брат и сестрица
13. Четири брата од заната
14. Дух из боце
15. Гвоздена пећ
16. Медвеђа кожа
17. Зец и јеж
18. Гвоздени човек
19. Храбри мали кројач
20. Том-Тит и медвед
21. Цвилидрета
22. Никс, вештица из језера
23. Смрт је кум